# Fluorescein
Fluorescein là một hợp chất hữu cơ và thuốc nhuộm. Nó có sẵn dưới dạng bột màu cam / đỏ đậm hòa tan trong nước và rượu. Nó được sử dụng rộng rãi như một chất đánh dấu huỳnh quang cho nhiều ứng dụng.
Fluorescein là một fluorophore thường được sử dụng trong kính hiển vi, trong một loại laser nhuộm làm môi trường khuếch đại, trong pháp y và huyết thanh học để phát hiện các vết máu tiềm ẩn và trong việc tìm dấu vết bằng cách nhuộm. Fluorescein có mức hấp thụ tối đa ở 494  nm và phát xạ tối đa bước sóng 512 nm (trong nước). Các dẫn xuất chính là fluorescein isothiocyanate (FITC) và, trong tổng hợp oligonucleotide, phosphoramidite 6-FAM.
Màu sắc của dung dịch nước của nó thay đổi từ màu xanh lá cây sang màu cam như là một chức năng của cách nó được quan sát: bằng phản xạ hoặc truyền, như có thể nhận thấy ở các mức độ bong bóng, ví dụ, trong đó fluorescein được thêm vào như một chất tạo màu cho chất làm đầy rượu để tăng khả năng hiển thị của bọt khí chứa bên trong (do đó nâng cao độ chính xác của thiết bị). Các dung dịch tập trung hơn của fluorescein thậm chí có thể có màu đỏ.
Fluorescein nằm trong Danh sách các loại thuốc thiết yếu của Tổ chức Y tế Thế giới, loại thuốc quan trọng nhất cần có trong hệ thống y tế cơ bản.

## Công dụng
Flourescein được dùng để đánh dấu dòng chảy.

### Công trình dân dụng
Được sử dụng để truy tìm dòng chảy của nước hoặc nước thải từ các đường ống bị rò rỉ.

### Nghiên cứu sinh hóa
Trong sinh học tế bào, dẫn xuất isothiocyanate của fluorescein thường được sử dụng để dán nhãn và theo dõi các tế bào trong các ứng dụng kính hiển vi huỳnh quang (ví dụ, tế bào học dòng chảy). Các phân tử hoạt tính sinh học bổ sung (như kháng thể) cũng có thể được gắn vào fluorescein, cho phép các nhà sinh học đưa fluorophore đến các protein hoặc cấu trúc cụ thể trong các tế bào. Ứng dụng này là phổ biến trong hiển thị kết nối protein chất men.

## Sản xuất
Cho anhydrit phtalic tác dụng với resorcinol, có mặt kẽm clorua làm chất xúc tác. Phản ứng có thể diễn ra ngay cả trong điều kiện ẩm ướt: